# خریبه السوق
خریبه السوق (به عربی: خریبة السوق) یک منطقهٔ مسکونی در اردن است که در امان واقع شده‌است.